# Marci Beaucoup
Albums de Roc Marciano
Reloaded
(2010)
Marci Beaucoup est le troisième album studio de Roc Marciano, sorti le 10 décembre 2013.
L'opus a été précédé d'une mixtape intitulée The Pimpire Strikes Back, considérée comme un prélude à Marci Beaucoup.
Le rappeur a commencé à travailler sur cet album avant la publication du précédent, Reloaded. Marci Beaucoup est entièrement produit par Roc Marciano,

## Liste des titres
| No  | Titre                                                   | Contient un (des) sample(s) de                                                | Durée |
| --- | ------------------------------------------------------- | ----------------------------------------------------------------------------- | ----- |
| 1.  | Intro                                                   |                                                                               | 0:26  |
| 2.  | Love Means (featuring Evidence)                         | Love's Lines, Angles and Rhymes de The 5th Dimension                          | 3:14  |
| 3.  | Squeeze (featuring Ka et Guilty Simpson)                | Lilacs and Champagne de Czesław Niemen                                        | 3:17  |
| 4.  | 456 (featuring Action Bronson)                          | I've Got No One Who Needs Me de Czesław Niemen                                | 2:21  |
| 5.  | Drug Lords (featuring Knowledge the Pirate)             | Son de Patric Tarnaud                                                         | 3:30  |
| 6.  | Dollar Bitch (featuring Maffew Ragazino)                | Baby I'm Sorry des Blues Busters                                              | 3:19  |
| 7.  | Didn't Know (featuring Freeway et Knowledge the Pirate) |                                                                               | 4:00  |
| 8.  | Soul Music (featuring of A.G.)                          |                                                                               | 2:50  |
| 9.  | Trying to Come Up (featuring Boldy James)               |                                                                               | 3:46  |
| 10. | Psych Ward (featuring Gangrene)                         | I Search for Love de Czesław Niemen                                           | 3:13  |
| 11. | Confucius (featuring Ka)                                | Wandering Song de Bo Hansson                                                  | 3:13  |
| 12. | Willie Manchester (featuring S.A.S.)                    |                                                                               | 2:49  |
| 13. | Cut the Check (featuring Blu et Quelle Chris)           | Lonely Frog de Werner Pirchner, Harry Pelp, Todd Canedy et Adelhard Roidinger | 3:31  |
| 14. | Safe (Skit)                                             |                                                                               | 0:24  |
| 15. | War Scars (featuring Cormega et AG Da Coroner)          |                                                                               | 3:52  |